# Jan Plesl
Jan Plesl (21. prosince 1898 Vlčnov – 21. srpna 1953 Mírov) byl český a československý politik Československé strany lidové a poslanec Ústavodárného Národního shromáždění a Národního shromáždění ČSR. Po roce 1949 byl pronásledován a vězněn komunistickým režimem. Zemřel ve vězení.

## Biografie
Pocházel z katolické rolnické rodiny. Absolvoval obecnou školu v rodném Vlčnově, pak české vyšší gymnázium Uherské Hradiště. Maturitu nesložil kvůli propuknutí první světové války, kdy otec musel nastoupit na frontu. Později i sám Jan Plesl sloužil v armádě a bojoval na italské frontě. Za první republiky byl členem agrární strany a jejím zástupcem na lokální úrovni. V rodné obci byl v letech 1931-1938 starostou a angažoval se v Sokolu. V období německé okupace příležitostně pomáhal odbojovým organizacím, např. Obraně národa. V září 1941 ho zatklo gestapo, propuštěn byl ale po třech dnech. Po válce byl vyznamenán Pamětním křížem Za věrnost Svazu osvobozených politických vězňů.
Po válce vstoupil v září 1945 do Československé strany lidové (agrární strana nebyla v osvobozené ČSR povolena). V parlamentních volbách v roce 1946 byl zvolen poslancem Ústavodárného Národního shromáždění za ČSL. Na Slovácku se pro svou bezúhonnost a obětavost těšil velké vážnosti, a to dokonce i u KSČ, která nakonec s určitými výhradami nebránila jeho vstupu do „obrozené“ ČSL. Některými „vyakčněnými“ kolegy z poslaneckého klubu, například Josefem Tomáškem a Cyrilem Charvátem, byl přesvědčen, aby v nové straně nadále působil ve prospěch prostých členů a bránil jejímu přílišnému podřizování zájmu režimu.
V parlamentu vystupoval proti rozpínavosti komunistů v armádě. Ve svém sněmovním projevu z roku 1947 například kritizoval ideologickou indoktrinaci mladých vojáků komunistickými osvětovými důstojníky.
Od března 1948 stál u zrodu skupiny bývalých poslanců, která se neoficiálně a pravidelně stýkala a připravovala vznik alternativního subjektu, jenž měl po očekávaném pádu režimu nahradit kolaborující „obrozenou“ ČSL. Spojovala se s funkcionáři v zahraničí, třebas s prof. Bohdanem Chudobou, připravovala programové dokumenty a navazovala spojení s dalšími ilegálními uskupeními na Moravě, kupříkladu Modrým štítem na Brněnsku a skupinou bývalého poslance Bedřicha Kostelky na Vyškovsku.
Záhy však byla jejich činnost odhalena Státní bezpečností a v lednu 1949 byly desítky osob, včetně jeho samotného, zatčeny (Jan Plesl zatčen 6. ledna 1949) a obviněny z velezrady a špionáže.
Byl vyloučen ze strany, zbaven poslaneckého mandátu a v listopadu 1949 odsouzen na doživotí v těžkém žaláři. Zemřel v roce 1953 na následky krutého věznění v Mírovské věznici jako jeden ze tří lidoveckých poslanců z roku 1946, kteří byli zabiti komunistickým režimem. Jeho pohřeb v rodném Vlčnově se stal spontánní protirežimní manifestací. V roce 1966 byl plně rehabilitován.